# Catfish – Verliebte im Netz/Episodenliste

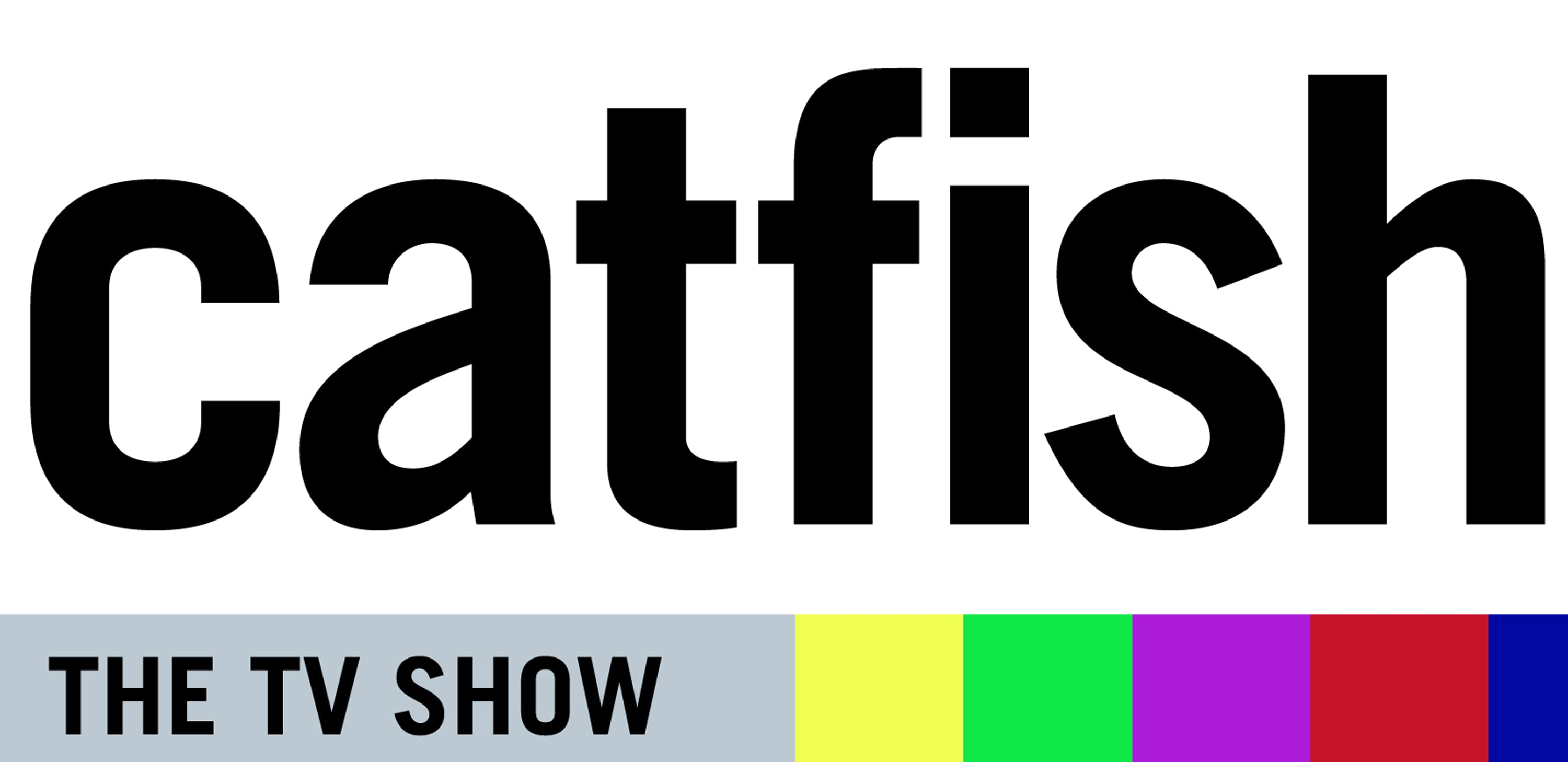
Logo zur Serie

Diese Episodenliste enthält alle Episoden der US-amerikanischen Reality-Serie Catfish – Verliebte im Netz, sortiert nach der US-amerikanischen Erstausstrahlung. Die Fernsehserie umfasst derzeit fünf Staffeln mit 75 Episoden.

## Übersicht
| Staffel | Episodenanzahl | Erstausstrahlung USA | Erstausstrahlung USA | Deutschsprachige Erstausstrahlung | Deutschsprachige Erstausstrahlung |
| Staffel | Episodenanzahl | Staffelpremiere      | Staffelfinale        | Staffelpremiere                   | Staffelfinale                     |
| ------- | -------------- | -------------------- | -------------------- | --------------------------------- | --------------------------------- |
| 1       | 12             | 12. November 2012    | 25. Februar 2013     | 20. Februar 2013                  | 5. Mai 2013                       |
| 2       | 17             | 25. Juni 2013        | 15. Oktober 2013     | 25. August 2013                   | 13. März 2014                     |
| 3       | 10             | 7. Mai 2014          | 9. Juli 2014         | 31. August 2014                   | 9. November 2014                  |
| 4       | 20             | 25. Februar 2015     | 30. August 2015      |                                   |                                   |
| 5       |                | 24. Februar 2016     |                      |                                   |                                   |

## Staffel 1
Die Erstausstrahlung der ersten Staffel war vom 12. November 2012 bis zum 25. Februar 2013 auf dem US-amerikanischen Fernsehsender MTV zu sehen. Die deutschsprachige Erstausstrahlung sendete der Sender MTV Germany vom 20. Februar bis zum 5. Mai 2013.
| Nr. (ges.) | Nr. (St.) | Deutscher Titel | Originaltitel    | Erstausstrahlung USA | Deutschsprachige Erstausstrahlung (D) |
| ---------- | --------- | --------------- | ---------------- | -------------------- | ------------------------------------- |
| 1          | 1         | Sunny & Jamison | Sunny & Jamison  | 12. Nov. 2012        | 20. Feb. 2013                         |
| 2          | 2         | Trina & Scorpio | Trina & Scorpio  | 19. Nov. 2012        | 24. Feb. 2013                         |
| 3          | 3         | Kim & Matt      | Kim & Matt       | 26. Nov. 2012        | 3. März 2013                          |
| 4          | 4         | Jasmine & Mike  | Jasmine & Mike   | 3. Dez. 2012         | 10. März 2013                         |
| 5          | 5         | Jarrod & Abby   | Jarrod & Abby    | 10. Dez. 2012        | 17. März 2013                         |
| 6          | 6         | Kya & Alyx      | Kya & Alyx       | 17. Dez. 2012        | 24. März 2013                         |
| 7          | 7         | Joe & Kari Ann  | Joe & Kari Ann   | 7. Jan. 2013         | 31. März 2013                         |
| 8          | 8         | Tyler & Amanda  | Tyler & Amanda   | 14. Jan. 2013        | 7. Apr. 2013                          |
| 9          | 9         | Rod & Ebony     | Rod & Ebony      | 21. Jan. 2013        | 14. Apr. 2013                         |
| 10         | 10        | Rico & Ja'mari  | Rico & Ja'mari   | 28. Jan. 2013        | 21. Apr. 2013                         |
| 11         | 11        | Mike & Felicia  | Mike & Felicia   | 18. Feb. 2013        | 28. Apr. 2013                         |
| 12         | 12        | Reunion         | The Reunion Show | 25. Feb. 2013        | 5. Mai 2013                           |

## Staffel 2
Die Erstausstrahlung der zweiten Staffel fand vom 25. Juni bis zum 15. Oktober 2013 auf dem US-amerikanischen Fernsehsender MTV statt. Die deutschsprachige Erstausstrahlung sendete der Sender MTV Germany vom zwischen dem 25. August 2013 und dem 13. März 2014.
| Nr. (ges.) | Nr. (St.) | Deutscher Titel    | Originaltitel                | Erstausstrahlung USA | Deutschsprachige Erstausstrahlung (D) |
| ---------- | --------- | ------------------ | ---------------------------- | -------------------- | ------------------------------------- |
| 13         | 1         | Cassie & Steve     | Cassie & Steve               | 25. Juni 2013        | 25. Aug. 2013                         |
| 14         | 2         | Anthony and Marq   | Anthony and Marq             | 2. Juli 2013         | 1. Sep. 2013                          |
| 15         | 3         | Ramon & Paola      | Ramon & Paola                | 9. Juli 2013         | 8. Sep. 2013                          |
| 16         | 4         | Lauren & Derek     | Lauren & Derek               | 16. Juli 2013        | 15. Sep. 2013                         |
| 17         | 5         | Dorion & Jeszica   | Dorion & Jeszica             | 23. Juli 2013        | 22. Sep. 2013                         |
| 18         | 6         | Jen & Skylar       | Jen & Skylar                 | 30. Juli 2013        | 29. Sep. 2013                         |
| 19         | 7         | Mike & Kristen     | Mike & Kristen               | 6. Aug. 2013         | 6. Okt. 2013                          |
| 20         | 8         | Reunion            | Midseason Reunion            | 13. Aug. 2013        | 13. Okt. 2013                         |
| 21         | 9         | Jesse & Brian      | Jesse & Brian                | 20. Aug. 2013        | 20. Okt. 2013                         |
| 22         | 10        | Artis & Jess       | Artis & Jess                 | 27. Aug. 2013        | 13. März 2014                         |
| 23         | 11        | Ashley & Mike      | Ashley & Mike                | 3. Sep. 2013         | 3. Nov. 2013                          |
| 24         | 12        | Aaliyah & Alicia   | Aaliyah & Alicia             | 10. Sep. 2013        | 15. Dez. 2013                         |
| 25         | 13        | Nick & Melissa     | Nick & Melissa               | 24. Sep. 2013        | 10. Nov. 2013                         |
| 26         | 14        | Derek & Kristen    | Derek & Kristen              | 1. Okt. 2013         | 17. Nov. 2013                         |
| 27         | 15        | Keyonnah & Bow Wow | Keyonnah & Bow Wow           | 8. Okt. 2013         | 1. Dez. 2013                          |
| —          | —         | —                  | Catfish Season 2: Last Hooks | 13. Okt. 2013        | —                                     |
| 28         | 16        | Mike & Caroline    | Mike & Caroline              | 15. Okt. 2013        | 5. Dez. 2013                          |
| 29         | 17        | The Reunion Show 2 | Catfish: The Reunion Show 2  | 15. Okt. 2013        | 24. Nov. 2013                         |

## Staffel 3
Die Erstausstrahlung der ersten Staffel wurde zwischen dem 7. Mai und dem 9. Juli 2014 auf dem US-amerikanischen Fernsehsender MTV gesendet. Die deutschsprachige Erstausstrahlung sendete der Sender MTV Germany vom 31. August bis zum 9. November 2014.
| Nr. (ges.) | Nr. (St.) | Deutscher Titel     | Originaltitel                         | Erstausstrahlung USA | Deutschsprachige Erstausstrahlung (D) |
| ---------- | --------- | ------------------- | ------------------------------------- | -------------------- | ------------------------------------- |
| 30         | 1         | Craig & Zoe         | Craig & Zoe                           | 7. Mai 2014          | 31. Aug. 2014                         |
| 31         | 2         | Antwane & Tony      | Antwane & Tony                        | 14. Mai 2014         | 7. Sep. 2014                          |
| 32         | 3         | Antoinette & Albert | Antoinette & Albert                   | 21. Mai 2014         | 14. Sep. 2014                         |
| 33         | 4         | Lucille & Kidd Cole | Lucille & Kidd Cole                   | 28. Mai 2014         | 21. Sep. 2014                         |
| 34         | 5         | Tracie & Sammie     | Tracie & Sammie                       | 4. Juni 2014         | 28. Sep. 2014                         |
| 35         | 6         | John & Kelsey       | John & Kelsey                         | 11. Juni 2014        | 5. Okt. 2014                          |
| 36         | 7         | Solana & Elijah     | Solana & Elijah                       | 18. Juni 2014        | 12. Okt. 2014                         |
| 37         | 8         | Miranda & Cameryn   | Miranda & Cameryn                     | 25. Juni 2014        | 19. Okt. 2014                         |
| 38         | 9         | Jeff & Megan        | Jeff & Megan                          | 2. Juli 2014         | 9. Nov. 2014                          |
| —          | —         | —                   | Blake & Kiersten (aka Blake & Kendra) | 8. Juli 2014         | —                                     |
| 39         | 10        | Bianca & Brogan     | Bianca & Brogan                       | 9. Juli 2014         | 26. Okt. 2014                         |

## Staffel 4
Die Erstausstrahlung der vierten Staffel begann am 25. Februar und endete am 30. August 2015 auf MTV. Der Pay-TV-Sender MTV sendete die Staffel vom 8. März bis zum 20. September 2015 im Originalton mit deutschen Untertiteln.
| Nr. (ges.) | Nr. (St.) | Deutscher Titel      | Originaltitel        | Erstausstrahlung USA | Deutschsprachige Erstausstrahlung (—) |
| ---------- | --------- | -------------------- | -------------------- | -------------------- | ------------------------------------- |
| 40         | 1         | Miracle & Javonni    | Miracle & Javonni    | 25. Feb. 2015        | 8. März 2015                          |
| 41         | 2         | Courtney & Isaak     | Courtney & Isaak     | 4. März 2015         | 15. März 2015                         |
| 42         | 3         | Harold & Armani      | Harold & Armani      | 11. März 2015        | 22. März 2015                         |
| 43         | 4         | Daisy & Marcus       | Daisy & Marcus       | 18. März 2015        | 29. März 2015                         |
| 44         | 5         | Chitara & Priscilla  | Chitara & Priscilla  | 25. März 2015        | 5. Apr. 2015                          |
| 45         | 6         | Felipe & Jasmine     | Felipe & Jasmin      | 1. Apr. 2015         | 12. Apr. 2015                         |
| 46         | 7         | Stephanie & David    | Stephanie & David    | 8. Apr. 2015         | —                                     |
| 47         | 8         | Whitney & Bre        | Whitney & Bre        | 12. Apr. 2015        | 19. Apr. 2015                         |
| 48         | 9         | Jamey & Ar           | Jamey and Ari        | 22. Apr. 2015        | 26. Apr. 2015                         |
| 49         | 10        | Blaire & Markie      | Blaire & Markie      | 29. Apr. 2015        | 3. Mai 2015                           |
| 49         | 11        | Steven & Samm        | Steven & Samm        | 6. Mai 2015          | 10. Mai 2015                          |
| —          | —         | Where Are They Now?  | Where Are They Now?  | 6. Mai 2015          | 31. Mai 2015                          |
| 50         | 12        | Tiana & James        | Tiana & James        | 6. Mai 2015          | 31. Mai 2015                          |
| 51         | 13        | Falesha & Jacqueline | Falesha & Jacqueline | 15. Juli 2015        | 2. Aug. 2015                          |
| 52         | 14        | Prophet & Trinity    | Prophet & Trinity    | 22. Juli 2015        | 9. Aug. 2015                          |
| 53         | 15        | Thad & Sara          | Thad & Sara          | 29. Juli 2015        | 16. Aug. 2015                         |
| 54         | 16        | Andria & David       | Andria & David       | 5. Aug. 2015         | 23. Aug. 2015                         |
| 55         | 17        | Ayissha & Sydney     | Ayissha & Sydney     | 12. Aug. 2015        | 30. Aug. 2015                         |
| 56         | 18        | Hundra & Emily       | Hundra & Emily       | 19. Aug. 2015        | 13. Sep. 2015                         |
| 57         | 19        | Devan & Rylan        | Devan & Rylan        | 26. Aug. 2015        | 20. Sep. 2015                         |
| 58         | 20        | Brittany & Bryon     | Brittany & Bryon     | 30. Aug. 2015        | 20. Sep. 2015                         |

## Staffel 5
Die Erstausstrahlung der fünften Staffel sendet der Sender MTV seit dem 24. Februar 2016. Der Pay-TV-Sender MTV strahlt die Staffel seit dem 25. Februar 2016 aus.
| Nr. (ges.) | Nr. (St.) | Deutscher Titel       | Originaltitel         | Erstausstrahlung USA | Deutschsprachige Erstausstrahlung (—) |
| ---------- | --------- | --------------------- | --------------------- | -------------------- | ------------------------------------- |
| 59         | 1         | Dejay, Malik & Josiah | Dejay, Malik & Josiah | 24. Feb. 2016        | 25. Feb. 2016                         |
| 60         | 2         | Jeanette & Derick     | Jeanette & Derick     | 2. März 2016         | 3. März 2016                          |
| 61         | 3         | Leuh & Justin         | Leuh & Justin         | 9. März 2016         | 10. März 2016                         |
| 62         | 4         | Brendan & Mckenna     | Brendan & Mckenna     | 17. März 2016        | 17. März 2016                         |
| 63         | 5         | Jaylin & Ja'la        | Jaylin & Ja'la        | 23. März 2016        | 24. März 2016                         |
| 64         | 6         | Michael & Chanelle    | Michael & Chanelle    | 30. März 2016        | 31. März 2016                         |
| 65         | 7         | Ray & Lexi            | Ray & Lexi            | 6. Apr. 2016         | 7. Apr. 2016                          |
| 66         | 8         | Joanna & Bo           | Joanna & Bo           | 13. Apr. 2016        | 14. Apr. 2016                         |
| 67         | 9         | Tyreme & Tomorrow     | Tyreme & Tomorrow     | 20. Apr. 2016        | 21. Apr. 2016                         |
| 68         | 10        | Kayla & Courtney      | Kayla & Courtney      | 27. Apr. 2016        | —                                     |
| 69         | 11        | Paris & Tara          | Paris & Tara          | 4. Mai 2016          | —                                     |
| 70         | 12        | Vince & Alyssa        | Vince & Alyssa        | 11. Mai 2016         | —                                     |
| 71         | 13        | Lucas & Man           | Lucas & Many          | 10. Aug. 2016        | —                                     |
| 72         | 14        | Larissa & Anthony     | Larissa & Anthony     | 10. Aug. 2016        | —                                     |
| 73         | 15        | Spencer & Katy        | Spencer & Katy        | 17. Aug. 2016        | —                                     |
| 74         | 16        | Candic & Titus        | Candic & Titus        | 24. Aug. 2016        | —                                     |
| 75         | 17        | Andrea, Alex & Andrea | Andrea, Alex & Andrea | 31. Aug. 2016        | —                                     |
| 76         | 18        | Catherine & Graham    | Catherine & Graham    | —                    | —                                     |

## Specials
| Nr. | Deutscher Titel                 | Originaltitel                             | Erstausstrahlung USA | Deutschsprachige Erstausstrahlung (—) |
| --- | ------------------------------- | ----------------------------------------- | -------------------- | ------------------------------------- |
| 1   | Untold stories 1                | Untold Stories                            | 30. März 2014        | 24. Aug. 2014                         |
| 2   | Aftershow 301                   | The Aftershow: Craig & Zoe                | 7. Mai 2014          | 24. Aug. 2014                         |
| 3   | —                               | Hooked On Catfish: The Road To Season Two | 17. Juni 2014        | —                                     |
| 4   | —                               | Chatfish                                  | 9. Juli 2014         | —                                     |
| 5   | —                               | Catfish Season 2: Last Hooks              | 13. Okt. 2014        | —                                     |
| 6   | —                               | After-Show 310                            | 2. Nov. 2014         | —                                     |
| 7   | —                               | Untold Stories                            | 15. Apr. 2015        | —                                     |
| 8   | Best. Moments. Ever.            | Best. Moments. Ever.                      | 16. März 2016        | 30. Juni 2016                         |
| 9   | Catfish: The Ones That Got Away | The Ones That Got Away                    | 20. Apr. 2016        | 28. Apr. 2016                         |